# Зверев, Александр Александрович (спортсмен)
Алекса́ндр Алекса́ндрович Зве́рев (род. 7 ноября 1989 года, Челябинск, СССР) — российский легкоатлет (спринтерский и эстафетный бег). Серебряный призёр летних Паралимпийских игр 2012 года в Лондоне, многократный чемпион мира, чемпион Европы. Заслуженный мастер спорта России.

## Биография
Начал тренироваться под руководством Сергея Петровича Назарова, затем перешёл к Виктору Тимофеевичу Слободчикову.

## Награды
- Медаль ордена «За заслуги перед Отечеством» II степени (10 сентября 2012 года) — за большой вклад в развитие физической культуры и спорта, высокие спортивные достижения на XIV Паралимпийских летних играх 2012 года в городе Лондоне (Великобритания)[2].
- Заслуженный мастер спорта России (2012).